# Venkitangu
Venkitangu es una ciudad censal situada en el distrito de Thrissur en el estado de Kerala (India). Su población es de 11335 habitantes (2011). Se encuentra a 14 km de Thrissur y a 74 km de Cochín.

## Demografía
Según el censo de 2011 la población de Venkitangu era de 11335 habitantes, de los cuales 5204 eran hombres y 6131 eran mujeres. Venkitangu tiene una tasa media de alfabetización del 95,85%, superior a la media estatal del 94%: la alfabetización masculina es del 97,70%, y la alfabetización femenina del 94,33%.